# Engels voetbalelftal onder 20 (mannen)
Het Engels voetbalelftal onder 20 (Engels: England national under-20 football team) is een voetbalelftal voor spelers onder de 20 jaar. Het speelt onder andere wedstrijden op het Wereldkampioenschap voetbal onder 20 en Europees Elite league onder 20.

## Resultaten Wereldkampioenschap -20
| Jaar   | Resultaat                     | Wed.                          | W                             | G                             | V                             | DV                            | DT                            |
| ------ | ----------------------------- | ----------------------------- | ----------------------------- | ----------------------------- | ----------------------------- | ----------------------------- | ----------------------------- |
| 1977   | niet gekwalificeerd           | niet gekwalificeerd           | niet gekwalificeerd           | niet gekwalificeerd           | niet gekwalificeerd           | niet gekwalificeerd           | niet gekwalificeerd           |
| 1979   | niet gekwalificeerd           | niet gekwalificeerd           | niet gekwalificeerd           | niet gekwalificeerd           | niet gekwalificeerd           | niet gekwalificeerd           | niet gekwalificeerd           |
| 1981   | 4e plaats                     | 6                             | 2                             | 2                             | 2                             | 9                             | 7                             |
| 1983   | niet gekwalificeerd           | niet gekwalificeerd           | niet gekwalificeerd           | niet gekwalificeerd           | niet gekwalificeerd           | niet gekwalificeerd           | niet gekwalificeerd           |
| 1985   | Groepsfase                    | 3                             | 0                             | 1                             | 2                             | 2                             | 5                             |
| 1987   | niet gekwalificeerd           | niet gekwalificeerd           | niet gekwalificeerd           | niet gekwalificeerd           | niet gekwalificeerd           | niet gekwalificeerd           | niet gekwalificeerd           |
| 1989   | niet gekwalificeerd           | niet gekwalificeerd           | niet gekwalificeerd           | niet gekwalificeerd           | niet gekwalificeerd           | niet gekwalificeerd           | niet gekwalificeerd           |
| 1991   | Groepsfase                    | 3                             | 0                             | 2                             | 1                             | 3                             | 4                             |
| 1993   | Derde plaats                  | 6                             | 3                             | 2                             | 1                             | 6                             | 4                             |
| 1995   | niet gekwalificeerd           | niet gekwalificeerd           | niet gekwalificeerd           | niet gekwalificeerd           | niet gekwalificeerd           | niet gekwalificeerd           | niet gekwalificeerd           |
| 1997   | Laatste 16                    | 4                             | 3                             | 0                             | 1                             | 9                             | 3                             |
| 1999   | Groepsfase                    | 3                             | 0                             | 0                             | 3                             | 0                             | 4                             |
| 2001   | niet gekwalificeerd           | niet gekwalificeerd           | niet gekwalificeerd           | niet gekwalificeerd           | niet gekwalificeerd           | niet gekwalificeerd           | niet gekwalificeerd           |
| 2003   | Groepsfase                    | 3                             | 0                             | 1                             | 2                             | 0                             | 2                             |
| 2005   | niet gekwalificeerd           | niet gekwalificeerd           | niet gekwalificeerd           | niet gekwalificeerd           | niet gekwalificeerd           | niet gekwalificeerd           | niet gekwalificeerd           |
| 2007   | niet gekwalificeerd           | niet gekwalificeerd           | niet gekwalificeerd           | niet gekwalificeerd           | niet gekwalificeerd           | niet gekwalificeerd           | niet gekwalificeerd           |
| 2009   | Groepsfase                    | 3                             | 0                             | 1                             | 2                             | 1                             | 6                             |
| 2011   | Laatste 16                    | 4                             | 0                             | 3                             | 1                             | 0                             | 1                             |
| 2013   | Groepsfase                    | 3                             | 0                             | 2                             | 1                             | 3                             | 5                             |
| 2015   | niet gekwalificeerd           | niet gekwalificeerd           | niet gekwalificeerd           | niet gekwalificeerd           | niet gekwalificeerd           | niet gekwalificeerd           | niet gekwalificeerd           |
| 2017   | Winnaar                       | 7                             | 6                             | 1                             | 0                             | 12                            | 3                             |
| 2019   | niet gekwalificeerd           | niet gekwalificeerd           | niet gekwalificeerd           | niet gekwalificeerd           | niet gekwalificeerd           | niet gekwalificeerd           | niet gekwalificeerd           |
| 2021   | Geannuleerd (wegens Covid-19) | Geannuleerd (wegens Covid-19) | Geannuleerd (wegens Covid-19) | Geannuleerd (wegens Covid-19) | Geannuleerd (wegens Covid-19) | Geannuleerd (wegens Covid-19) | Geannuleerd (wegens Covid-19) |
| 2023   | Laatste 16                    | 4                             | 2                             | 1                             | 1                             | 5                             | 4                             |
| 2025   | niet gekwalificeerd           | niet gekwalificeerd           | niet gekwalificeerd           | niet gekwalificeerd           | niet gekwalificeerd           | niet gekwalificeerd           | niet gekwalificeerd           |
| Totaal | 12/24                         | 49                            | 16                            | 16                            | 17                            | 50                            | 48                            |